# Mary Whitby
Mary Whitby (* 1951) ist eine britische Byzantinistin, Altphilologin und Hochschullehrerin an der Universität Oxford.
Mary Whitby studierte an der Universität Oxford, erlangte ihren Bachelor-Abschluss 1974 (B.A.) und den Magister-Abschluss (M.A.) 1982. Im Jahr 1981 wurde sie an der University of Edinburgh promoviert. Sie ist Lector an der Fakultät für Altphilologie (Classics) in Oxford sowie Lecturer für Altgriechisch am Merton College und am Regent’s Park College in Oxford.
Whitby befasst sich mit spätantiker griechischer Literatur (Dichtung) vornehmlich des 4. bis 7. Jahrhunderts n. Chr., unter anderem Nonnos von Panopolis, das Chronicon Paschale, Pseudo-Oppian, Prokopios von Caesarea, Georg von Pisidien, Johannes Malalas, Paulus Silentiarius und Theophylaktos Simokates.
Sie ist zusammen mit Gillian Clark und Mark Humphries Herausgeber der Reihe Translated Texts for Historians bei Liverpool University Press.
Sie war mit dem Byzantinisten Michael Whitby verheiratet.

## Schriften (Auswahl)
- The occasion of Paul the Silentiary’s Ekphrasis of S. Sophia, in: Classical Quarterly, Band 35, 1985, S. 215–228
- Übersetzerin und Einleitung mit Michael Whitby: Chronicon Paschale 284–628 AD, Translated Texts for Historians, Liverpool University Press, 1989
- From Moschus to Nonnus: the evolution of the Nonnian style, in: Neil Hopkinson (Hrsg.): Studies in the Dionysiaca of Nonnus. Cambridge Philological Society Supplementary Volume 17, Cambridge 1994, S. 99–155
- The devil in disguise: the end of George of Pisidia’s Hexaemeron reconsidered, in: Journal of Hellenic Studies, Band 115, 1995, S. 116–131
- Herausgeberin (und Einleitung): The Propaganda of Power: The Role of Panegyric in Late Antiquity, Leiden: Brill, 1998
- Procopius’ Buildings, Book 1: a panegyrical perspective, in: Antiquité Tardive, Band 8, 2000, S. 45–57
- Das Kaiserzeremoniell, in: Reallexikon für Antike und Christentum, Teil 19, 2001, Sp. 1135–1171
- mit Michael Whitby (Herausgeber und Übersetzer): The History of Theophylact Simocatta, Oxford 1986, 2005
- The St Polyeuktos epigram (AP 1.10): a literary perspective, in: Scott Johnson (Hrsg.): Greek Literature in Late Antiquity: dynamism, didacticism, classicism. Ashgate 2006, S. 159–187
- Byzantine and Crusaders in Non-Greek Sources, 1025–1204, Oxford 2006
- The biblical past in John Malalas and the Paschal Chronicle, in: H. Amirav, B. ter Haar Romeny (Hrsg.): From Rome to Constantinople: studies in honour of Averil Cameron. Leiden 2007, S. 279–302
- The Cynegetica attributed to ps.-Oppian, in: J. Elsner, S. Harrison, S. Swain (Hrsg.): Severan Culture. Cambridge 2007, S. 125–134
- The Bible Hellenized: “Eudocia’s” Homeric centos and Nonnus’ St John paraphrase, in: David Scourfield (Hrsg.): Texts and Culture in Late Antiquity: inheritance, authority and change. Classical Press of Wales, 2007, S. 193–229
- mit Richard Price (Herausgeber und Übersetzer): Chalcedon in Context: Church Councils 400–700, Translated Texts for Historians, Liverpool University Press 2009